# Glypta convexa
Glypta convexa là một loài tò vò trong họ Ichneumonidae.